# Baptisterium

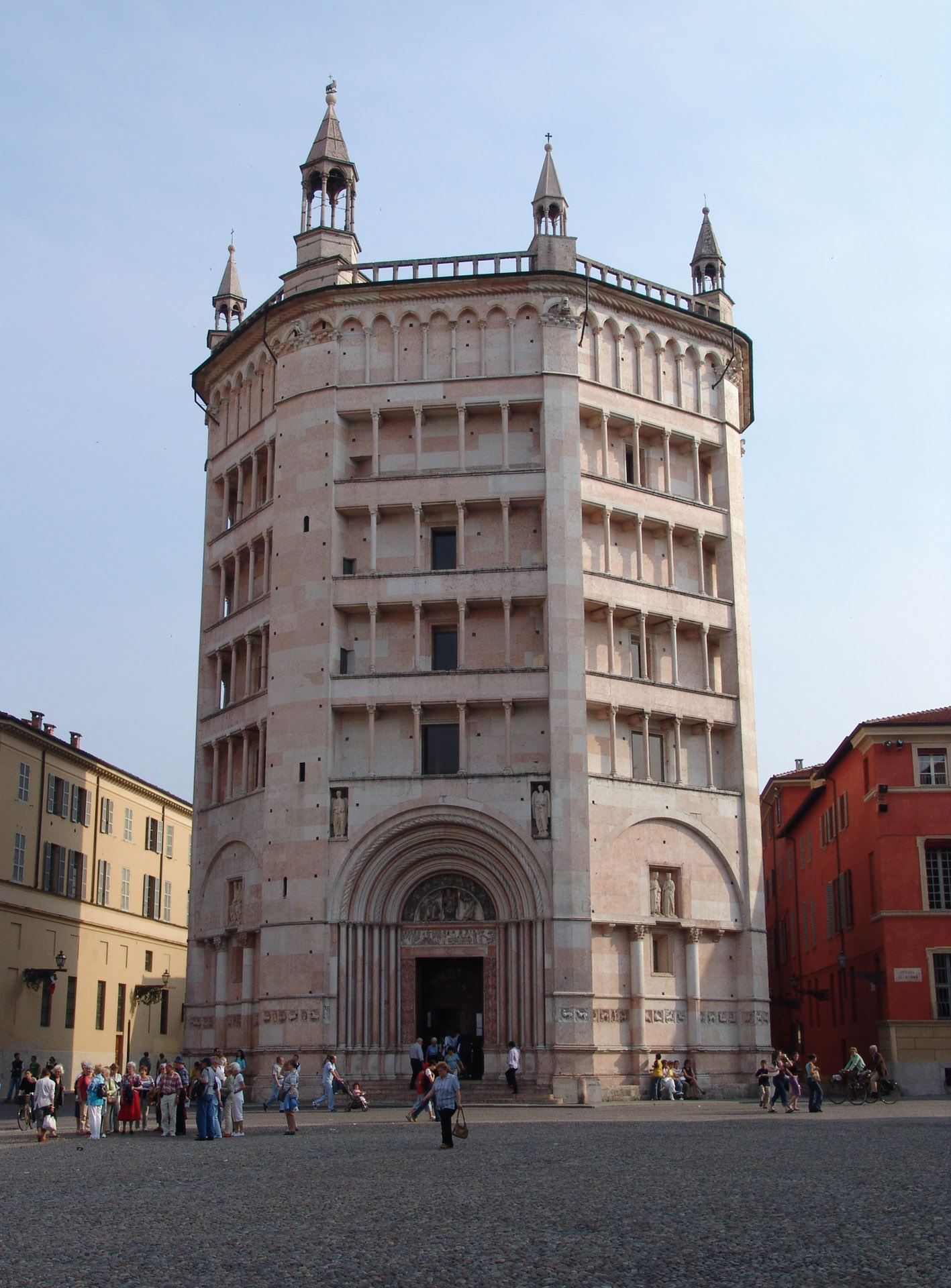
Baptisterium v Parmě

Baptisterium je raně křesťanská kamenná stavba, která sloužila ke křtům. Zpravidla šlo o stavební typ centrály na půdorysu osmiúhelníka, šestiúhelníka, kruhu nebo řeckého rovnoramenného kříže, první typy byly odvozeny z frigidaria antických římských lázní.
Baptisterium stálo buď nezávisle nebo vedle kostela. Uvnitř se zpravidla uprostřed nacházel křestní bazén (latinsky piscina), přístupný po stupních a napojený na vodní zdroj. Druhou možností (v místech bez vodovodu) bylo umístění kamenné křestní vany, z níž se později vyvinula křtitelnice. Nad křestním prostorem bývá někdy na sloupech vztyčen ciboriový baldachýn
První stavby baptisterií se objevují již v době císaře Konstantina Velikého po roce 315. Za stavební vzor platilo baptisterium při bazilice sv. Jana v Lateráně v Římě. Baptisteria byla zpravidla zasvěcena sv. Janu Křtiteli.

## Křest
Od doby raně křesťanské po období románské se do studené vody baptisteria ponořovaly křtěné osoby celé (tzv. křest imerzí), často dospělé. Nepokřtěný člověk nesměl vstoupit do kostela, který je svou podstatou Božím příbytkem, nepokřtěný jedinec by jej znesvětil již svou přítomností. Křest zprvu směl provádět pouze biskup příslušné diecéze.
Od doby gotické křest prováděl a dodnes provádí kněz každého farního chrámu symbolickým pokropením křtěného (tzv. imerzí) k tomu účelu vysvěcenou vodou v křestním prostoru či křestní kapli kostela. Stavby baptisterií od renesance postupně zanikaly.
Baptisteria jsou také běžnou součástí protestantských kostelů a modliteben. Především u baptistů jsou tato baptisteria zpravidla velmi výraznou součástí interiéru kostela či modlitebny.

## Památná baptisteria
Nejvýznamnější baptisteria se dochovala na území římské říše ve Středomoří v Itálii, Francii, Španělsku,Portugalsku, v severní Africe, byzantského původu jsou v Malé Asii, zejména v Izraeli, v Sýrii, Arménii, ale například také v Persii.

### Itálie
- Baptisterium sv. Jana při Lateránské bazilice v Římě
- Baptisterium sv. Jana ve Florencii
- Baptisterium při dómě v Miláně
- Baptisterium ariánů v Ravenně – 1. čtvrtina 5. století
- Baptisterium ortodoxních v Ravenně
- Baptisterium při chrámu San Vitale v Ravenně
- Baptisterium při dómu v Campo santo v Pise
- Baptisterium při dómu v Pistoii
- Baptisterium sv. Jana při dómu v Sieně
- Baptisterium v Padově
- Baptisterium v Parmě
- Baptisterium v Cremoně
- Baptisterium ve Volteře
- Ruiny baptisteria při bazilice Santa Maria Assunta v Torcellu

### Francie
- Baptisterium Sv. Jana v Poitiers, nejstarší křesťanská stavba ve Francii
- Baptisterium v Aix-en-Provence
- Baptisterium při katedrále Saint-Léonce ve Fréjus
- Baptistarium v Riez
- Baptisterium ve Venasque

### Anglie
- Baptisterium v Canterbury

### Slovinsko
- základy baptisteria v Lublani, archeologicky doložené římské sídlo Emona
- Baptisterium při kostele sv. Jiří v Piranu

### Izrael
- Emauzy-Nikopolis

### Sýrie
- ruiny křestní nádrže baptisteria v Dura Europos

### Súdán
- Faras, Núbie

### Írán
- baptisterium při katedrále v Isfahánu